# Hypopteridia
Hypopteridia là một chi bướm đêm thuộc họ Noctuidae.